# Dameneishockey-Bundesliga 2016/17
Die Saison 2016/17 der österreichischen Dameneishockey-Bundesligen wurde parallel zur Elite Women’s Hockey League ausgetragen.

## DEBL

### Teilnehmende Mannschaften
In der ersten Bundesliga traten acht Teams aus drei Ländern an. Die Sabres II traten in der DEBL2 an. Die Titelverteidigerinnen der Spielgemeinschaft Triglav/Olimpija nahmen nicht mehr an der Liga teil. Einzelne Spielerinnen waren jedoch bei den Southern Stars in der EWHL im Einsatz. Die WE-V Flayers waren als Junior Caps Flyers Teil einer Spielgemeinschaft mit den Highlanders.
| Mannschaft                                              | Land       | Vorjahres- platzierung | Vorjahresliga |
| KMH Budapest II                                         | Ungarn     | 2                      | DEBL          |
| Spielgemeinschaft Kitzbühel/Kufstein                    | Osterreich | 3                      | DEBL          |
| Spielgemeinschaft Highlanders II/Junior Capitals Flyers | Osterreich | 7                      | DEBL          |
| DEC Devils Graz                                         | Osterreich | 3                      | DEBL          |
| Gipsy Girls Villach                                     | Osterreich | 3                      | DEBL          |
| KHL Grič Zagreb                                         | Kroatien   | 4                      | DEBL          |
| DHC IceCats Linz                                        | Osterreich | 4                      | DEBL          |
| UTE Marylin Budapest                                    | Ungarn     | 6                      | DEBL          |

### Modus
- Grunddurchgang: Gespielt wird eine einfache Hin- und Rückrunde[3]
- Finalturnier: Das Bestplatzierte Team des Grunddurchgangs gegen das Vierte sowie Zweiter gegen Dritter. Die siegreichen Mannschaften um Platz 1, die Verlierer um Platz 2. Jeweils ein Spiel.

### Tabelle
Stand vom 22. März 2017
| Platz | Verein                        | Spiele | S  | S2 | N1 | N  | Tore  | Punkte |
| ----- | ----------------------------- | ------ | -- | -- | -- | -- | ----- | ------ |
| 1.    | SPG Caps Flyers / Highlanders | 13     | 12 | 0  | 0  | 1  | 61:31 | 36     |
| 2.    | KMH Budapest II               | 13     | 9  | 1  | 0  | 3  | 44:16 | 29     |
| 3.    | SPG Kitzbühel/Kufstein        | 14     | 9  | 1  | 0  | 4  | 49:24 | 29     |
| 4.    | DHC Ice Cats Linz             | 14     | 8  | 0  | 1  | 5  | 47:55 | 25     |
| 5.    | Marilyn Budapest              | 14     | 4  | 2  | 1  | 7  | 39:42 | 17     |
| 6.    | Gipsy Girls Villach           | 12     | 3  | 0  | 1  | 8  | 33:51 | 10     |
| 7.    | KHL Gric Zagreb               | 11     | 2  | 1  | 0  | 8  | 30:47 | 8      |
| 8.    | DEC Devils Graz               | 13     | 0  | 0  | 2  | 11 | 24:61 | 2      |

### Finalturnier
Das Finalturnier wurde am 18. und 19. März 2017 im Sportpark Kapserbrücke in Kitzbühel ausgetragen.

#### Halbfinale
| 18. März 2017 16. 30 Uhr | SpG Jr. Capitals Flyers/Highlanders Claudia Löffler (2) Harriet Weegh Hannah McGowan | 4:3 n. V. (2:2, 1:1, 0:0, 1:0) Spielbericht | IceCats Linz Ivana Gajdosova (2) Melanie Hager | Sportpark Kapserbrücke, Kitzbühel Zuschauer: 55 |

| 18. März 2017 19.30 Uhr | KMH Budapest II Alexandra Ronai (1:51) Lilien Szelenyi (59:13) | 2:0 (1:0, 0:0, 1:0) Spielbericht | SpG Kitzbühel/Kufstein | Sportpark Kapserbrücke, Kitzbühel Zuschauer: 111 |

#### Spiel um Platz 3
| 19. März 2017 11.00 Uhr | SpG Kitzbühel/Kufstein Anna Atzl (14:01) Heyne (18:49) Isabella Hochfilzer (25:59) Sharon Hausberger (33:06) | 4:0 (2:0, 2:0, 0:0) Spielbericht | IceCats Linz | Sportpark Kapserbrücke, Kitzbühel Zuschauer: 45 |

#### Finale
| 19. März 2017 14:00 Uhr | SpG Jr. Capitals Flyers/Highlanders Jennifer Gallo (49.) | 1:4 (0:1, 0:1, 1:2) Spielbericht | KMH Budapest II Alexandra Ronai (16.) Dominika Horvath (37.) Alexandra Ronai (43.) Lilien Szelenyi (59.) | Sportpark Kapserbrücke, Kitzbühel Zuschauer: 25 |

Die zweite Mannschaft des KMH Budapest war damit Meister der DEBL 2016/17. Die Spielvereinigung Jr. Capitals Flyers Wien/Neuberg Highlanders II qualifizierte sich zudem als bestes österreichisches DEBL-Team für das Finalturnier um die Staatsmeisterschaft.

## Staatsmeisterschaft
Die Staatsmeisterschaft der Saison 2016/17 wurde im Rahmen eines Turniers entschieden. Als Teilnehmer waren die drei österreichischen Mannschaften der Elite Women’s Hockey League 2016/17 gesetzt. Teilnahmeberechtigt waren damit der EHV Sabres Wien, die DEC Salzburg Eagles und die Neuberg Highlanders. Hinzu kam mit der Spielvereinigung Junior Capitals Flyers / Highlanders II die bestplatzierte Mannschaft der DEBL-Playoffs.
Die Mannschaften spielten zunächst im K.-o.-System um die Finalteilnahme. Die Sieger traten anschließend in einem Spiel um den Titel „Österreichischer Dameneishockey Staatsmeister“ an. Die anderen beiden Teams spielten zudem um die Bronzemedaille.

### Halbfinale
| 25. März 2017 14.30 Uhr | DEC Salzburg Eagles Marlene Brunner (3) Hillary Crowe (3) Annika Fazokas (2) Alessandra Lopez (2) Sarah Campbell Nina Brunner Sophia Volgger Zöhrer Kainberger | 15:2 (6:0, 4:1, 5:1) Spielbericht | SpG Jr. Capitals Flyers/Highlanders II Hodonova Löffler | Sportzentrum Kapfenberg, Kapfenberg Zuschauer: 35 |

| 25. März 2017 17.15 Uhr | EHV Sabres Wien Julia McKinnon (2:37) Charlotte Wittich (23:23) Julia McKinnon (25:56) Monika Vlcek (32:24) Theresa Schafzahl (40:42) Julia McKinnon (58:59) | 6:1 (1:0, 3:0, 2:1) Spielbericht | Neuberg Highlanders Hannah McGowan (46:21) | Sportzentrum Kapfenberg, Kapfenberg Zuschauer: 55 |

### Finale
| 26. März 2017 16.00 Uhr | DEC Salzburg Eagles | 0:2 (0:0, 0:1, 0:1) Spielbericht | EHV Sabres Wien Julia McKinnon (27:46) Julia McKinnon (59:54) | Sportzentrum Kapfenberg, Kapfenberg |

Spiel um Platz 3: 13.15 Uhr: KSV Neuberg Highlanders – SpG Jr. Capitals Flyers/Highlanders II 10:1
Österreichischer Staatsmeister 2016/17: EHV SABRES Wien

## DEBL2

### Teilnehmende Teams
Es gab bei den teilnehmenden Teams nur eine Veränderung zum Vorjahr: Der EHV Sabres Wien trat mit der zweiten Mannschaft an.
| Mannschaft             | Land       | Vorjahresplatzierung | Vorjahresliga          |
| HDK Maribor            | Slowenien  | 1                    | DEBL2                  |
| DEC Dragons Klagenfurt | Osterreich | 2                    | DEBL2                  |
| Red Angels Innsbruck   | Osterreich | 3                    | DEBL2                  |
| EHV Sabres Wien II     | Osterreich | 4                    | DEBL2 (als Sabres III) |
| DHC IceCats Linz II    | Osterreich | 5                    | DEBL2                  |
| DEC Salzburg Eagles II | Osterreich | 6                    | DEBL2                  |

### Modus
- Grunddurchgang: Gespielt wird eine einfach Hin- und Rückrunde.
- Play-off: Werden als Hin- und Rückspiel ausgetragen. Bei Punktegleichheit entscheidet das Torverhältnis. Ist dieses auch gleich folgt eine 5-minütige Verlängerung („Sudden Victory Overtime“) in der die Mannschaft jeweils nur drei Feldspielerinnen und eine Torhüterin einsetzten dürfen. Fällt kein Tor wird der Seriengewinner in einem Penaltyschießen nach IIHF Regeln ermittelt.
  - In der Meisterserie spielen die best- sowie zweitplatzierte Mannschaft aus dem Grunddurchgang.
  - In der Serie um Bronze spielen dritt- und viertplatziert Mannschaft aus dem Grunddurchgang.[8]

### Kreuztabelle
Stand vom 22. März 2017
| Verein                 | Maribor | Dragons | Red Angels | Sabres II | IceCats II | Eagles II |
| ---------------------- | ------- | ------- | ---------- | --------- | ---------- | --------- |
| HDK Maribor            |         | 2:9     | 1:12       | 0:1       | 4:1        | 6:0       |
| DEC Dragons Klagenfurt | 6:1     |         | 2:5        | 1:3       | 1:3        | 5:0 SV    |
| Red Angels Innsbruck   | 5:0 SV  | 4:0     |            | 3:1       | 0:1        | 12:1      |
| EHV Sabres Wien II     | 4:0     | 3:2 OT  | 3:2        |           | 0:5        | 12:0      |
| DHC IceCats Linz II    | 12:0    | 0:1     | 2:12       | 4:1       |            | 3:5       |
| DEC Salzburg Eagles II | 2:7     | 2:7     | 3:6        | 1:9       | 4:6        |           |

- SV = Strafverifiziert

### Tabelle
Stand vom 22. März 2017
| Platz | Verein                 | Spiele | S | S2 | N1 | N | Tore  | Punkte |
| ----- | ---------------------- | ------ | - | -- | -- | - | ----- | ------ |
| 1.    | Red Angels Innsbruck   | 10     | 8 | 0  | 0  | 2 | 61:14 | 24     |
| 2.    | EHV Sabres Wien II     | 10     | 6 | 1  | 0  | 3 | 37:18 | 20     |
| 3.    | DHC IceCats Linz II    | 10     | 6 | 0  | 0  | 4 | 37:28 | 18     |
| 4.    | DEC Dragons Klagenfurt | 10     | 5 | 0  | 1  | 4 | 34:23 | 16     |
| 5.    | HDK Maribor            | 10     | 3 | 0  | 0  | 7 | 21:52 | 9      |
| 6.    | DEC Salzburg Eagles II | 10     | 1 | 0  | 0  | 9 | 18:73 | 3      |

### Finale
(Hin- und Rückspiel):
- DEHC Red Angels Innsbruck – EHV Sabres Wien II 5:1 (2:0, 0:1, 3:0), Tore: Steiner 3, Kreutz, Hofbauer bzw. Reiß
- EHV Sabres Wien II – DEHC Red Angels Innsbruck 4:8 (1:3, 1:2, 2:3), Tore: Schwarz 2, S. Woschitz, Heuberger bzw. Steiner 5, Oberleitner 2, Kreutz

### Spiel um Platz 3
(Hin- und Rückspiel):
- DEC Dragons Klagenfurt – DHC Icecats Linz II 2:1 (1:0, 0:0, 1:1), Tore: Verdel, Baumann bzw. Pfann
- DHC Icecats Linz II – DEC Dragons Klagenfurt 3:6 (2:0, 1:3, 0:3), Tore: Untersberger, Steinwendner, Ruezhofer bzw. Sauerbier 3, Kremser, Verdel, Habich